# Beeldhuis
Beeldhuis was een Vlaams productiehuis uit Leuven dat verantwoordelijk was voor een aantal VTM-programma's waaronder De Familie Backeljau, Meester! en TiLT.
Het bedrijf werd opgericht in 1993 door Luc Dierickx, ex-regisseur bij de VRT-nieuwsdienst.  In 1999 ging het bedrijf failliet onder invloed van de verscherpte concurrentie tussen de zenders.

## Producties
- Meester! (VTM, 1993) - comedyserie van en met Frank Dingenen
- TiLT (VTM, 1993-1995) - talkshow met Marcel Vanthilt
- De Familie Backeljau (VTM, 1994-1997) - comedyserie van en met Luk Wyns
- Sanseveria (VTM) - human interest programma gepresenteerd door Hugo Van Den Berghe
- Ushuaïa (VTM) - reisprogramma met Hans Laerenbergh
- De Zeven Hoofdzonden (Canvas, 1999) - Jan Leyers in gesprek met bekende Vlamingen